# Madarský jezdec
Madarský jezdec (bulharsky Мадарски конник) je raně středověký skalní reliéf, který se nachází východně od města Šumen v severním Bulharsku. Zobrazuje jezdce na koni v téměř životní velikosti, který je vytesán v cca 23 metrech nad povrchem země. Rok vzniku vyobrazení se pohybuje mezi lety 705–801. V roce 1979 se Madarský jezdec stal součástí světového dědictví.